# Teoria timpului fantomă
Ipoteza sau Teoria timpului fantomă este o teorie a conspirației dezvoltată în 1991 de către Heribert Illig (născut în 1947 în Vohenstrauß, Germania). Conform acestei ipoteze unele perioade ale istoriei, în special cea a Europei din timpul Evului Mediu timpuriu (614-911 AD), nu ar fi existat și că a existat un efort sistematic de a se ascunde acest fapt. Illig a presupus că acest lucru a fost realizat prin modificarea, denaturarea și falsificarea unor documente scrise și nescrise.
Ipoteza a fost acceptată de unii oameni de știință ca Hans-Ulrich Niemitz, Christoph Marx, Angelika Müller, Uwe Topper, Manfred Zeller, dar a fost respinsă de majoritatea cercetătorilor.

## Baza ipotezei
Illig a conceput această teorie după ce a analizat așa-numitul „Ev Mediu întunecat”, influențat fiind de scrierile lui Immanuel Velikovsky, care a atras atenția asupra unor contradicții în istoria veche. Cel mai mult l-au interesat pe Velikovsky acele perioade de timp care erau acceptate ca fiind reale, pe baza surselor scrise, în special liste de monarhi, dar care nu aveau confirmarea prin descoperirile arheologice. Prin urmare, s-a decis să scurteze istoria veche cu aceste perioade de timp.
Heribert Illig se bazează pe următoarele argumente:
- pe deficitul dovezilor arheologice care pot fi datate fiabil ca aparținând perioadei 614-911 AD, pe deficiențele percepute ale metodelor radiometrice și dendrocronologice de datare a acestei perioade, precum și pe dependența excesivă a istoricilor medievali pe sursele scrise.

- prezența arhitecturii romanice în secolul al X-lea în Europa de Vest. Acest lucru este considerat a fi o dovadă că [în secolul al X-lea] a trecut mai puțin de o jumătate de mileniu de la prăbușirea Imperiului Roman de Apus (în 476) și conchide că întreaga perioadă carolingiană, inclusiv persoana lui Carol cel Mare, este un fals realizat de către cronicarii medievali, mai exact o conspirație instigată de către împăratul Otto al III-lea și Gerbert d'Aurillac.

- relația dintre calendarul iulian, calendarul gregorian și care stau la baza anului astronomic solar sau tropical. Despre calendarul iulian, introdus de Iulius Cezar, se știa de mult timp că are o diferență față de anul tropical de aproximativ o zi pentru fiecare secol în care calendarul a fost folosit. Între timp calendarul gregorian a fost introdus în anul 1582 și Illig susține că vechiul calendar iulian "ar fi trebuit" să genereze o diferență de treisprezece zile între aceasta și calendarul real (sau tropical). În schimb, astronomii și matematicieni care lucrau pentru Papa Grigorie au constatat că calendarul civil trebuia să fie ajustat doar cu zece zile. Din această cauză, Illig concluzionează că la epoca AD s-au adăugat aproximativ trei secole (mai exact 297 ani), care nu au existat niciodată.

## Contraargumente
Potrivit profesorului Steven Dutch de la Universitatea din Wisconsin-Green Bay, teoria timpului fantomă este prea eurocentristă și se întreabă cum ar fi putut cineva din Europa să convingă de exemplu pe chinezi să inventeze dinastia Tang (care a avut mari influențe în cultura și puterea politică chineză) sau cum este posibil ca azi să fie anul 614 și Mohammed să fie doar un obscur comerciant vizionar din Arabia și în următoarea zi să fie 911 și ideile lui Mohammed să se extindă brusc de la Atlantic la Asia Centrală. Între timp arabii au ocupat brusc Persia și Egipt, precum și Spania timp de 200 de ani, ei construind, de asemenea, Domul Stâncii din Ierusalim.
Preotul german Heinrich Tischner a contracarat teoria lui Heribert Illig citând din bula „Inter Gravissimas“. K.W. a papei Papa Grigore al XIII-lea: Pentru ca echinoxiul, să fie readus la 21 martie de părinții bisericii la Primul conciliu de la Niceea, din 325, aceștia au hotărât ca din luna octombrie 1582 să se șteagă 10 zile, și anume perioada din data de 5 până în cea de 14 inclusiv. Prin urmare, explică Heinrich Tischner, Reforma calendarului nu trebuie calculată din vremea lui Cezar, ci începând cu Primul conciliu de la Niceea, din 325. În felul acesta s-ar explica de ce s-au eliminat doar 10 zile și nu 13. În felul acesta, epoca Imperiului Carolingian nu are cum să fie ștearsă din istorie.

## Vezi și
- Noua Cronologie a lui Anatoli Fomenko